# Tiramisú

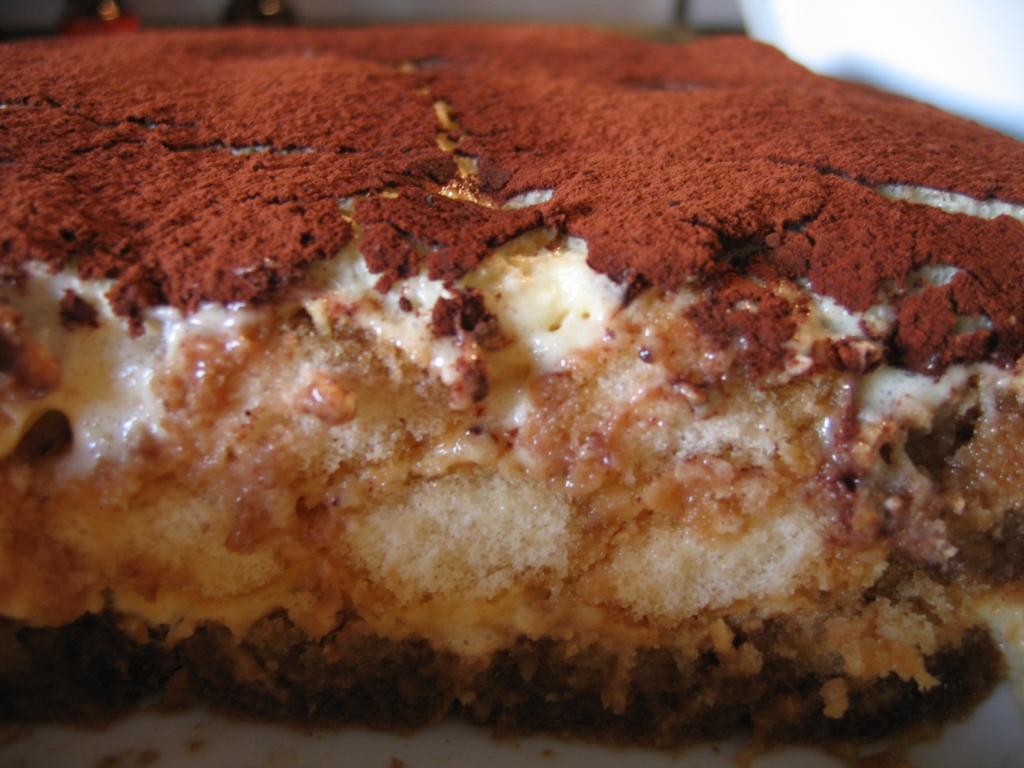
Tiramisú.

El tiramisú (de l'italià, tiramisù) són unes postres de cullera fredes d'origen burgès i aristocràtic a Itàlia. Consta d'una base de pa de pessic, emborratxada amb cafè i vi ranci, coberta d'una crema feta amb una base de mascarpone i decorada amb cacau en pols a la seva superfície. En el seu origen era una recepta que poca gent podia permetre's i que contrasta en la seva opulència amb la senzillesa d'altres postres tradicionals italianes.
Actualment presenta l'avantatge que no necessita forn, cosa que l'ha fet prou popular com a alternativa al pastís de pa de pessic. En principi, aquest pastís se serveix en una safata gran, per exemple, una plata de canelons, però darrerament hi ha una moda consistent a presentar-ho en vasets transparents individuals.

## Etimologia
L'expressió "tiramisú", tant en la llengua vèneta com en italià, significa piscolabis.

## Descripció
Un tiramisú es compon sempre d'un ingredient sòlid i sec, com galetes o melindros, xopat amb cafè sol o amb un vi ranci (idealment i tradicionalment licor de Marsala); sobre el qual se superposa una crema, la base de la qual és mascarpone (un formatge blanc i cremós, com també ho és el mató) batut amb sucre i ous. Això es fa una sola vegada o bé en diverses capes alternes. Es deixa assentar durant unes hores en la nevera abans de ser servit. Es presenta empolvorat amb cacau en pols, per a provocar sensació de contrast amb el dolç i per a reforçar el regust de cafè.

## Origen
El tiramisú és un dolç relativament modern originari de la regió del Vèneto als anys cinquanta del segle xx. Sembla que inicialment es menjava com a piscolabis reconstituent als prostíbuls i que, en un principi, no duia ni formatge mascarpone ni nata, perquè tots aquests lípids no fan més que tenir un pes estomacal i alentir la digestió, amb el resultat d'obtenir l'efecte contrari, és a dir, crear cansament i somnolència. L'any 1968, un hostaler anomenat Alfredo Beltrame, fundador de la cadena de restaurants Toulà amb seu en la ciutat de Treviso, el va incloure a la carta dels seus restaurants, cosa que va fer que sortís al públic general i que es fes conèixer pel gruix de la població.